# Рыево (гмина)
Рыево (пол. Ryjewo) — сельская гмина (волость) в Польше, входит как административная единица в Квидзынский повет, Поморское воеводство. Население — 5755 человек (на 2004 год).

## Демография
| Перепись                       | Всего   | Всего | Женщины | Женщины | Мужчины | Мужчины |
| ------------------------------ | ------- | ----- | ------- | ------- | ------- | ------- |
| Единицы                        | человек | %     | человек | %       | человек | %       |
| Население                      | 5755    | 100   | 2751    | 47,8    | 3004    | 52,2    |
| Плотность населения (чел./км²) | 55,7    | 55,7  | 26,6    | 26,6    | 29,1    | 29,1    |

## Соседние гмины
1. Гмина Гнев
2. Гмина Квидзын
3. Гмина Миколайки-Поморске
4. Гмина Прабуты
5. Гмина Штум